# 本郷町 (富山市)
本郷町（ほんごうまち）は、富山県富山市の町名である。堀川南地区センターが所在している。

## 地理
- 河川 いたち川

## 歴史
前身である大字上本郷（上本江とも書く）は、元々加賀藩領大田本郷として1つの村であったが、1660年（万治3年）の領地替えによっていたち川左岸の当地が富山藩領となり分村、加賀藩領の他村を東本郷と言うのに対し西本郷、本郷と呼ばれ、近代に至っては堀川本郷村とも通称した。
昭和初期に上新川郡堀川村大字上本郷が改称して成立した。その後堀川町の大字を経て、1942年（昭和17年）に堀川町が富山市に編入されたのを機に現町名に改称した。1960年（昭和35年）には市営住宅清住町がつくられ、1964年には富山工業高等専門学校（現・富山高等専門学校本郷キャンパス）が創設、1977年には富山市立堀川南小学校が創校された。

## 施設
- 堀川南地区センター
- 西松屋富山本郷店
- B&B house 本郷店
- バロー本郷店
- びっくりドンキー本郷店
- 大阪屋ショップ本郷南店
- クスリのアオキ本郷店

## 教育
- 富山高等専門学校本郷キャンパス
- 富山市立堀川南小学校

## 参考出典
『富山県の地名』平凡社